# Rafael Repullo
Rafael Repullo Labrador (Valencia (Venezuela), 11 de enero de 1955) es un economista español, de origen venezolano, director del Centro de Estudios Monetarios y Financieros desde su creación, y Premio Rey Jaime I de Economía en 2010.
En 1976 se graduó en economía en la Universidad Complutense de Madrid, con premio extraordinario, en 1980 obtuvo un máster en econometría y economía matemáticas y en 1984 su doctorado en economía en la London School of Economics con la tesis Equilibrium and Efficiency in Economies with a Sequence of Markets. Ha sido ayudante de cátedra en la Universidad Complutense de Madrid (1977-1978) y en la London School of Economics (1980-1981), lector en el departamento de economía de la London School of Economics (1981-1986) y, desde 1987, profesor de economía y director del Centro de Estudios Monetarios y Financieros (CEMFI).  También es miembro de la Econometric Society y codirector del programa en la economía financiera, del Centre for Economic Policy Research (CEPR).
Ha sido miembro Houblon-Norman del Banco de Inglaterra, y ha ocupado posiciones visitantes en el Banco Central Europeo, el Consejo de la Reserva Federal, el Banco de la Reserva Federal de Minneapolis, el Banco de la Reserva Federal de Nueva York, la London School of Economics y en las Universidades de Tel Aviv, la Universidad de Princeton, y Pensilvania. También está vinculado a FEDEA, de la cual es miembro de su comité científico.
En 2010 fue galardonado con el Premio Rey Jaime I de Economía por ser uno de los mejores especialistas españoles en los problemas de la banca y en otros aspectos de los mercados financieros y su regulación.